# 太宰欣取郑
太宰欣取郑，见于《韩非子》，是战国初年郑国政权落入太宰欣之手，由于文献记载十分简略，已难考证史实真相。

## 记载
韩非在《韩非子·说疑》中，提到齐国的田恒、宋国的子罕、鲁国的季孙意如、晋国的侨如、卫国的子南劲、郑国的太宰欣、楚国的白公、周王室的单荼和燕国的子之作为臣子结党营私来侍奉君主，隐讳正道而大搞谋取私利，对上逼迫君主，对下扰乱治安，攀援外国力量来扰乱内政，笼络下属来图谋君主。韩非更明确指出田成子取齐、司城子罕取宋、太宰欣取郑、单氏取周、易牙之取卫、三家分晋这六件事都是臣子谋害君主。

## 前因
郑穆公有十三个儿子，其中公子夷和公子坚先后嗣位为郑灵公和郑襄公，子孔于前554年被杀，其族一度被灭，子然和士子孔的儿子受子孔的牵连出奔国外，子羽的后代不为卿，剩下的七家罕氏、驷氏、丰氏、游氏、印氏、国氏、良氏被人统称七穆。在政治斗争中，七穆逐渐控制了郑国的政权，前564年，七穆已占据了郑国六卿的五个卿位。七穆中又以罕氏最强，子展于前554年杀子孔后担任上卿当国，前547年叔向就预言罕氏将是七穆中最后灭亡的。前546年，赵武也预言子展的家族将传数世，且将是七穆中最后灭亡的。 前544年，子展去世，他的儿子子皮即位为上卿，此时还没到麦收的时候，郑国却发生了饥荒，子皮依照父亲子展的遗命赠送给国人每户一钟粮食，因此得到百姓的拥护。所以罕氏经常掌握国政，世袭上卿之位。叔向得知此事后，再次预言罕氏将是郑国最后灭亡的家族，而且预言罕氏将“得国”。至春秋末期，七穆的其他家族被排挤而衰落，郑国的政坛上只剩下罕氏和驷氏两家。
战国初年，郑国多次发生内乱。郑哀公为郑人所杀，郑幽公为韩国所杀，子阳被郑繻公杀后其党羽又杀了郑繻公。约在此时，发生了太宰欣取郑事件。

## 推测
童书业认为太宰是执政的统称，而不是实职。他引《左传·昭公元年》中赵武称子皮为冢宰的材料，认为冢宰就是太宰，童书业因此怀疑太宰欣是罕氏后裔，或许是子阳，或许是子阳的党羽。
杨宽引用《韩非子·说疑》、《吕氏春秋·适威》和《淮南子·氾论训》的材料，认为子阳是讲究“法义”的“贤良”领袖人物，因为极严厉的执行法令，折弓者犯了死罪，反对法义和贤良的公孙申便趁机煽动折弓者趁着疯狗扰乱的机会把子阳杀死，因而引起子阳之党的分裂和斗争，经过三年的分裂斗争，子阳之党取得了胜利，杀死了郑繻公，太宰欣可能是子阳之党的领袖。子阳之党虽取得胜利，但没能完成政治改革，郑国不久就被韩国灭亡了。
周勋初认为《韩非子·说疑》中记载的变乱事件都指君主被杀，国家易手，子阳身杀国分，说明他是君主，而《庄子·让王》中称子阳为君，《吕氏春秋·离俗览·适威》的高诱注也称子阳为君，就是把他作为郑国君主对待。周勋初认为郑康公名乙很奇怪，不符合郑人的命名习惯，而子、乙二子形近，他推测乙应当是子字之误，《史记集解》中的乙阳当即子阳。《墨子·鲁问》记载鲁阳文君说“郑人三世杀其父”，而郑幽公是韩人所杀，所以三世被杀的君父是郑哀公、郑繻公、郑康公。周勋初进一步根据《吕氏春秋·孝行览·首时》推测郑康公子阳立国后不久可能即因为推行严厉法治，禁止统治阶级游猎、蓄养猘狗而被触动了利益的贵族所杀，而谋杀子阳的首犯就是《韩非子·说疑》中的公孙申，或许有折弓的过失，因而作乱。子阳死后，政权为权臣太宰欣之流所篡夺，国家随之陷于分裂，可能分裂为负黍、阳城、郑三地，不久终于被韩国所灭。
晁福林引用《韩非子·说疑》中“郑子阳身杀，国分为三”，子阳与陈灵公、楚灵王并称，认为子阳为国君，他指出《吕氏春秋·观世》、《庄子·让王》中列子和其妻称子阳为“君”，而《吕氏春秋·适威》还将子阳与桀、纣并列，说明战国人认为子阳是郑君。而《史记·郑世家》称子阳为郑相，《史记·六国年表》和《汉书·古今人表》中称之为“郑相驷子阳”，高诱注《吕氏春秋·首时》谓“子阳，郑相，或曰郑君”，注《适威》谓“子阳，郑君也，一曰郑相也”，晁福林因此推测子阳是以相职而取君位者，他认为欣读作昕，为旦明时日将出，与阳义通。阳有欣喜之意，与欣义也相涵，所以太宰欣名欣字子阳，是罕氏的后裔。晁福林进一步推测郑繻公借民众之力复取君位，虽然子阳之党两年后杀郑繻公，却不敢效尤子阳攫取君位，只是立郑幽公之子为君，不再与君权对抗。
牛鸿恩分析从鲁襄公末年到春秋末不过七十年，可传三、四世，恰恰符合赵武所说的“数世”，罕氏既然不同于郑国其余卿族而后亡，则必传至战国时期。子皮即位为上卿授政于子产，但子皮及子齹位次仍在子产之上，那么“得国”就不应当是指执郑政，而是指得君位。牛鸿恩也认为太宰是相、执政的通称，而太宰欣必定是罕氏的后人，他还认为郑人杀郑哀公、韩国杀郑幽公、子阳的党羽杀郑繻公与太宰欣取郑必定有关。
马卫东也认为太宰欣为罕氏后裔，可能就是子阳。他认为《韩非子·说疑》中“郑子阳身杀，国分为三”、郑子阳与其余七国君主并列及《吕氏春秋·适威》中子阳与桀、纣并列已证明子阳曾为郑国国君。而子阳夺取郑国君位后被杀，说明郑公室重新夺回了政权。
张岱年认为子阳是郑哀公，郑哀公名易，《皇王大纪》作“哀公锡”，锡、易、阳实形近而讹，张岱年同时引用《韩非子·难三》中称燕王哙为子哙的材料，认为子阳的子是恶君的称呼，而“国分为三”，或许是有公子独立，但不久就平复了。